# 恋人ローランド
『恋人ローランド』（こいびとローランド、Der liebste Roland）は、『グリム童話』に収録されている童話の一編（KHM56）。

## あらすじ
昔、二人の娘を持つ魔女がいた。一人は醜く意地悪な実の娘で、魔女はこの娘を可愛がっていた。もう一人は美しく善良な娘だったが、継娘なので嫌っていた。あるとき継娘がきれいなエプロンを持っていたところ、もう一人の娘がとても欲しかったので妬ましくなり、母親にそのエプロンを欲しいと言った。魔女は二人の娘が寝ている間に継娘を殺そうとしたが、誤って実の娘の頭を切り落とした。魔女が行ってしまうと、継娘は起きて、恋人のローランドのところに行き、一緒に逃げようと言った。ローランドは、魔女の持つ魔法の杖を持っていくようにと言った。娘は魔法の杖をとってきて、死んだ娘の頭をとり、下に3滴の血を、１つはベッドの前に、１つは台所に、１つは階段にたらした。それから、恋人と急いで逃げ出した。魔女が次の朝起きて娘を呼ぶと、3滴の血が順番に返事をした。魔女はベッドのところに行くと、実の娘が死んでいるのを見つけた。
魔女は世界をはるか遠くまで見ることができたので、継娘が恋人のローランドと急いで逃げていくのを見つけると、長距離長靴を履いて追いかけ、ほどなく二人に追いついた。しかし魔女が近づいてくるのを見ると、娘は魔法の杖で自分を湖に変え、ローランドはガチョウになって湖の中で泳いでいた。魔女は岸から湖にパン屑を投げ入れ、ガチョウをおびきよせようとしたが、ガチョウは誘いに乗らなかった。それで老婆は家に帰らなければならなかった。これを見て、娘とローランドはまた元の人間の形に戻り、夜明けまで一晩中歩き続けた。
それから娘はイバラの垣の真ん中に立つ美しい花に、恋人のローランドをバイオリン弾きに変えた。まもなく、魔女が近づいてきて、あの美しい花を折りとっていいかとバイオリン弾きに尋ねた。魔女がイバラの中に這っていき、まさに花を折り取ろうとしたとき、バイオリン弾きは演奏を始め、魔女は演奏に合わせて踊らされ、速く弾けば弾くほど荒々しく跳ね上がらなければならなかったので、トゲで服は破れて脱げて、魔女は体にトゲが刺さり、それでも弾くのを止めなかったので、魔女は踊り続け、ついに死んでしまった。
もう解放されたので、ローランドは結婚式の準備をするために家に戻った。娘はその間、誰にも分からないように、野原に転がる赤い石ころに変身して、愛する人を待っていた。しかし、ローランドは家に着くと、別の女の罠にはまり、その女がとても強く魅惑したのでローランドは娘を忘れてしまった。娘は石ころになったまま長い間そこにいたが、ローランドが全く戻ってこないので悲しくなり、とうとう自分を花に変え、誰かがきっとこの道を通り自分を踏みつけるだろうと考えた。
ところが、羊飼いが野原で羊を放していて、花を見つけ、とてもきれいだったので、摘み取って持ち帰り、引出しにしまった。そのときから、羊飼いの家では奇妙なことが起こった。朝起きると、すでに仕事は全部終わっていて、部屋は掃除され、テーブルとベンチは拭かれ、暖炉の火は点けられ、水が汲まれていた。昼には、家へ帰ると、食卓が整えられ、御馳走が出されていた。羊飼いはどうしてこうなるのか分からず、賢い女の人のところへいき、相談した。賢い女の人は「朝早く、何か部屋で動いているとかものの上に白い布をかぶせなさい」と言いました。 
次の朝ちょうど夜があけるとき、引出しが開き花がでてくるのが見えると、羊飼いはすばやく白い布をかぶせた。その瞬間、娘の姿を変えていた力が消えて、元の姿に戻った美しい娘が立っていた。娘は自分が花になっていたことや自分のこれまでのことを話し、羊飼いは娘が気に入ったので、結婚を申し込んだ。しかし、娘は断ったが羊飼いのために家事をし続けることを約束した。
ローランドの結婚式が祝われる日が近づいてきた。そしてその国の古い習慣に従って娘はみんな式に出席し、結婚する二人のために歌うことになっていると告げられた。娘が歌い始め、その歌がローランドの耳に届くと、ローランドは忘れていた娘のことを思い出し、忠実な娘は恋人のローランドと結婚式を挙げ、悲しみは終わり、喜びが始まった。